# Ses Roques Llises

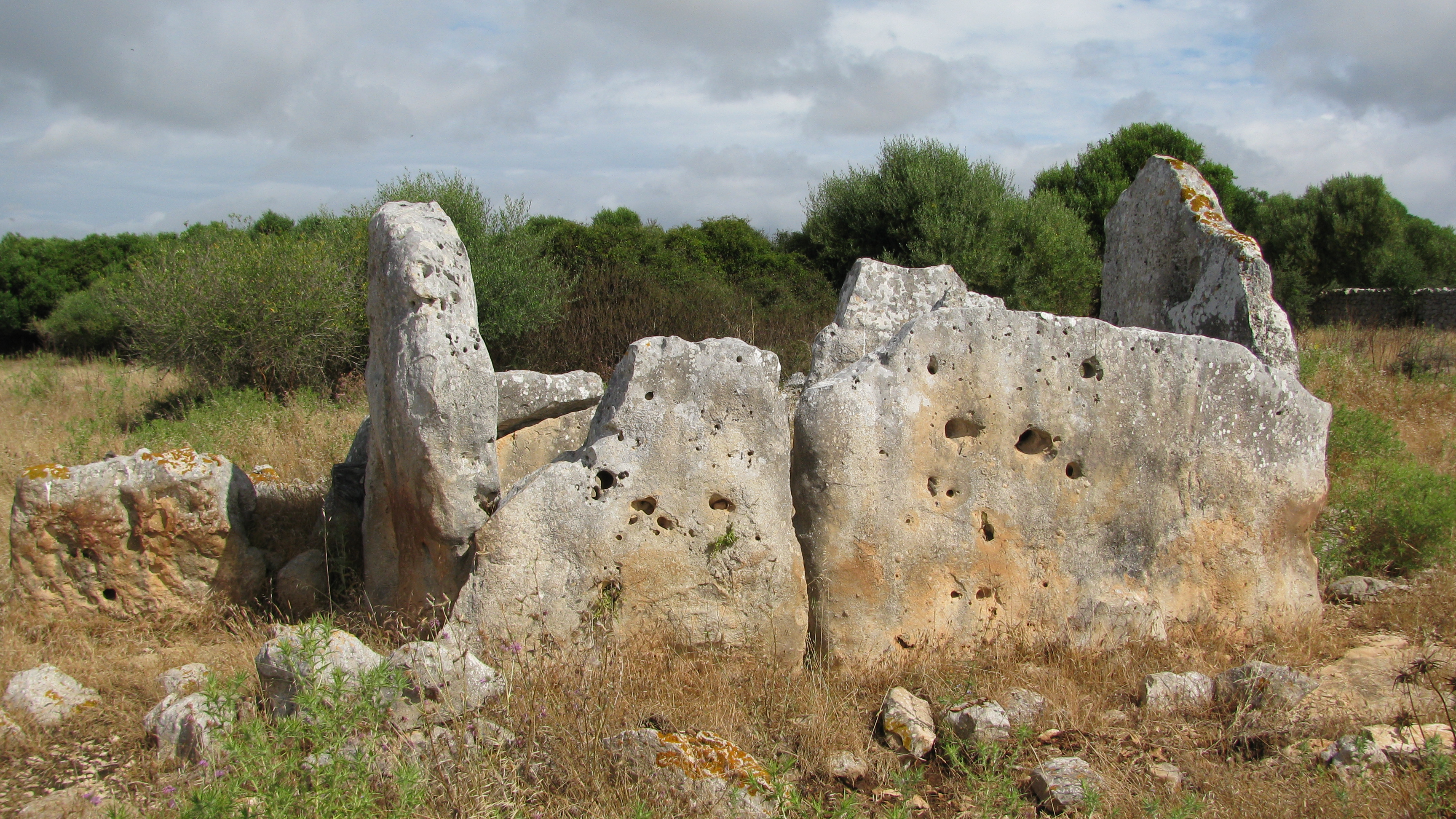
Vista lateral del sepulcro

El dolmen de Ses Roques Llises  o sepulcro megalítico de Ses Roques Llises (Alayor - Menorca), es un dolmen o sepulcro megalítico que se encuentra al sur del término municipal de Alayor, muy cerca del poblado talayótico de Torre d'en Galmés y al lado del monumento de Na Comerma de Sa Garita. Es uno de los yacimientos prehistóricos menorquines que se presentan a la candidatura de la Menorca Talayótica como Patrimonio de la Humanidad ante la UNESCO.

## Cronología y estructura
Es una tumba colectiva construida en torno a los años 2100 y 1600 aC entre el final del Calcolítico y el inicio de la Edad del Bronce. Formada por una cámara funeraria rectangular en forma de caja y construida en seis grandes losas de piedra vertical y un estrecho y bajo corredor delante de la fachada, del cual sólo se conserva una piedra. Se accedía por una losa perforada en apertura de tendencia circular. Tenía tres losas que lo cubrían, las cuales pueden verse caídas en el interior. Originalmente todo este edificio estaría cubierto por un túmulo de tierra y piedras del que aún se observa parte de la base en su parte occidental.

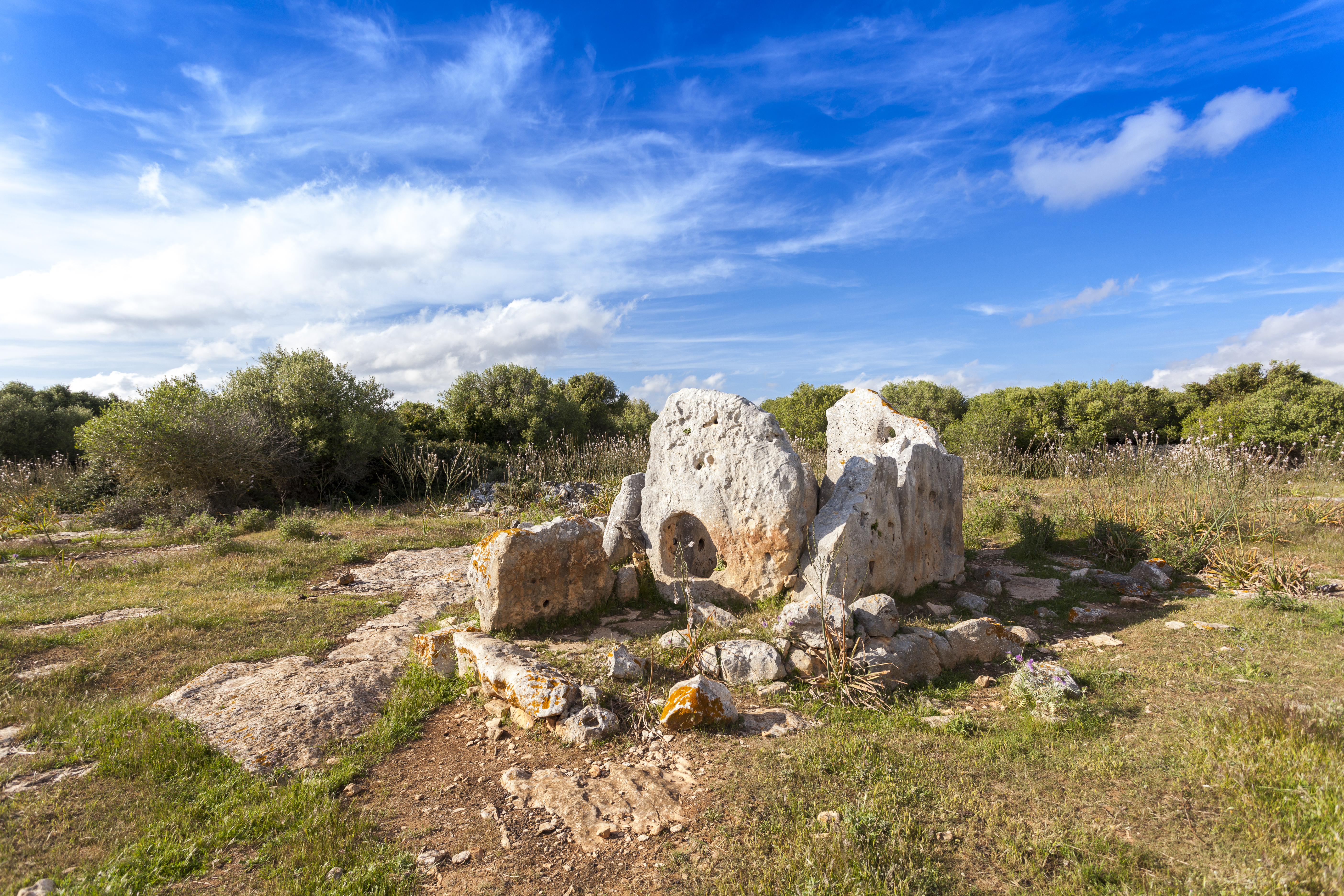
Sepulcro de Ses Roques Llises

## Intervenciones arqueológicas
Fue objeto de una excavación arqueológica en 1974 bajo la dirección de Guillem Rosselló Bordoy y Lluís Plantalamor Massanet. El monumento se encontraba totalmente cubierto de vegetación pero la estructura estaba en buen estado de conservación. Desgraciadamente los materiales arqueológicos referentes al ajuar funerario y los restos humanos del interior estaban en muy mal estado debido a los agentes ambientales, especialmente la humedad y las raíces de los árboles y matas. Aun así se pudieron localizar algunos restos óseos humanos, muy degradadas, y que no dieron prácticamente ninguna información. El ajuar estaba compuesto por un brazalete de arquero, una punta de jabalina o puñal de cobre, un botón de hueso piramidal y varias piezas cerámicas.